# Torneo de Estrasburgo 2014
El Internationaux de Strasbourg de 2014 es un torneo profesional de tenis jugado en canchas de arcilla. Es la 28ª edición del torneo que forma parte de la 2014 WTA Tour. Se llevará a cabo en Estrasburgo, Francia, entre el 19 y el 24 de mayo de 2014.

## Cabeza de serie

### Individual
| Tenista           | Ranking | Preclasificada |
| Sloane Stephens   | 16      | 1              |
| Alizé Cornet      | 21      | 2              |
| Kirsten Flipkens  | 23      | 3              |
| Andrea Petkovic   | 28      | 4              |
| Venus Williams    | 31      | 5              |
| Yelena Vesnina    | 33      | 6              |
| Bojana Jovanovski | 37      | 7              |
| Peng Shuai        | 39      | 8              |

### Dobles
| Tenista                          | Ranking | Preclasificada |
| Raquel Kops-Jones Abigail Spears | 30      | 1              |
| Ashleigh Barty Casey Dellacqua   | 35      | 2              |
| Chan Hao-ching Chan Yung-jan     | 94      | 3              |
| Darija Jurak Megan Moulton-Levy  | 105     | 4              |

## Campeonas

### Individuales
Mónica Puig venció a  Silvia Soler Espinosa por 6-4, 6-3.

### Dobles
Ashleigh Barty /  Casey Dellacqua vencieron a  Tatiana Búa /  Daniela Seguel 4-6, 7-5, [10-4].